# ایزوکسازول
ایزوکسازول (به انگلیسی: Isoxazole) با فرمول شیمیایی C۳H۳NO یک ترکیب شیمیایی با شناسه پاب‌کم ۹۲۵۴ است. که جرم مولی آن ۶۹٫۰۶۲۰۲ g/mol می‌باشد. وجود این ترکیب در ساختار آنتی بیوتیک‌ها سبب مقاومت آنها به آنزیم بتالاکتاماز ترشح شده از باکتری‌ها می‌شود.